# Лев на лузі
«Лев на лузі» (англ. «A Lion in the Meadow») — дитяча книжка 1969 року, перший літературний твір, написаний новозеландською письменницею Марґарет Мегі.
«Лев на лузі» був перевиданий у 1989 році з добрішим закінченням.

## Нагороди
- 1975: Премія Естер Ґлен[1][2]
- 2002: Премія імені Г. К. Андерсена (номінація)[3]